# Bulinus globosus
Bulinus globosus es una especie de un caracol de agua dulce tropical  con una concha sinistral, es un molusco gasterópodo acuático perteneciente a la familia Planorbidae.